# Altria Group
Altria Group Inc., voorheen bekend als Philip Morris Companies Inc., was een van 's werelds grootste tabaksproducenten, voordat het bedrijf in 2008 werd opgesplitst in de huidige Altria Group Inc. en Philip Morris International Inc.

## Activiteiten
Atria Group houdt zich bezig met de vervaardiging en de verkoop van sigaretten, sigaren, rookloze tabaksproducten en wijn in de Verenigde Staten. Philip Morris USA is veruit het grootste bedrijfsonderdeel met traditionele sigaretten als belangrijkste product. In 2020 heeft Altria een apart onderdeel opgericht voor andere rookwaren, de zogenaamde Oral tobacco products. Het omzetaandeel van de wijnactiviteiten was in 2021 minder dan 2% van het totaal.
Het bedrijf heeft ook een aandelenbelang van 10% in AB Inbev brouwerijen. Altria wil voor 2023 afscheid nemen van de lease-tak, die zich richt op de directe financiering van leases voornamelijk in het vervoer. In 2020 had het bedrijf zo'n 7100 medewerkers in dienst.
Tabakgerelateerde artikelen maken veruit het grootste deel van de omzet uit. Het is de producent en distributeur van sigarettenmerken zoals Marlboro en L&M, rookloze tabaksproducten zoals Kopenhagen, Skoal, Red Seal, Husky en machinaal vervaardigde grote sigaren en pijptabak. De verkoop van sigaretten staat onder druk, in 2016 verkocht het bedrijf 123 miljard stuks en vijf jaar later was dit gedaald naar 94 miljard. De volumedaling werd gecompenseerd door prijsverhogingen van de sigaretten waardoor de omzet over deze periode redelijk stabiel is gebleven.
De huidige hoofdvestiging bevindt zich in Richmond, Virginia, en haar belangrijkste divisies zijn:
- Philip Morris USA
- US Smokeless Tobacco Co.
- John Middleton
- Philip Morris Capital Corporation.

De groep heeft één onderzoekscentrum in Richmond, waar onderzoek naar de schadelijkheid van roken wordt verricht.

### Resultaten
De omzet is redelijk stabiel, de lagere volumeverkopen worden grotendeels gecompenseerd door hogere verkoopprijzen. In 2021 was de omzet exclusief accijnzen en belastingen op producten US$ 21,1 miljard. Het merk Marlboro is veruit het belangrijkst, in 2021 verkocht Altria in totaal 93,8 miljard sigaretten waarvan 83 miljard stuks van het merk Marlboro. Altria had een marktaandeel van 48,8% in de Verenigde Staten waarvan 43,1% voor Marlboro alleen.
| Jaar | Omzet (×US$ miljoen) | Netto resultaat (×US$ miljoen) | Medewerkers | Sigarettenverkopen (×miljarden stuks) |
| ---- | -------------------- | ------------------------------ | ----------- | ------------------------------------- |
| 2006 | 18.790               | 12.022                         |             |                                       |
| 2007 | 18.664               | 9786                           |             |                                       |
| 2008 | 19.356               | 4930                           | 10.400      | 169,4                                 |
| 2009 | 23.556               | 3206                           | 10.000      | 148,7                                 |
| 2010 | 24.363               | 3907                           | 10.000      | 140,8                                 |
| 2011 | 23.800               | 3393                           | 9900        | 135,1                                 |
| 2012 | 24.618               | 4183                           | 9100        | 134,9                                 |
| 2013 | 24.466               | 4535                           | 9000        | 129,3                                 |
| 2014 | 24.522               | 5070                           | 9000        | 125,4                                 |
| 2015 | 25.434               | 5243                           | 8800        | 126,0                                 |
| 2016 | 25.744               | 14.244                         | 8300        | 122,9                                 |
| 2017 | 25.576               | 10.227                         | 8300        | 116,6                                 |
| 2018 | 25.364               | 6967                           | 8300        | 109,9                                 |
| 2019 | 25.110               | -1298                          |             | 101,8                                 |
| 2020 | 26.153               | 4454                           | 7100        | 101,4                                 |
| 2021 | 26.013               | 2475                           |             | 93,8                                  |

## Historie
Philip Morris werd opgezet door een Londense tabakzaakhouder, Philip Morris. Hij was een van de eerste die handgerolde sigaretten ging verkopen in de jaren 1860.
In 1902 werd een kantoor in New York geopend.
In 1969 werd de Nederlandse sigaren- en sigarettenfirma Mignot & De Block overgenomen en hierdoor ontstond Philip Morris Holland BV.
In de jaren 70 en 80 worden ook diverse acquisities gedaan, die diversificatie tot doel hadden. Zo werd in 1970 de bierbrouwer Miller Brewing Company overgenomen, in 1985 General Foods Corp. en in 1988 voedingsmiddelenfabrikant Kraft voor US$ 13,1 miljard.
In 1998 kocht het bedrijf drie sigarettenmerken, L&M, Chesterfield en Lark, van de Liggett Group. Philip Morris betaalde US$ 300 miljoen om deze sigaretten internationaal te mogen verkopen.
In het nieuwe millennium verschoof de aandacht echter weer terug en in 2002 werd eerst Miller Brewing Company aan South African Breweries verkocht, waardoor het huidige SABMiller ontstond. Altria Group Inc. verkreeg hierdoor een minderheidsbelang van 36% in SABMiller en dit is gedaald naar 10,2% per eind 2017.
Op 27 januari 2003 veranderde Philip Morris Companies Inc. zijn naam in Altria Group Inc.. Michael Thibodeau oordeelde in The New York Times dat deze rebranding tot doel had om een duidelijker onderscheid tussen de tabaks- en de voedingsactiviteiten te maken. De merknaam Philip Morris kreeg een erg negatieve connotatie na de verschillende processen van aan kanker lijdende rokers.
In 2005 nam het PT Hanjaya Mandala Sampoerna over voor US$ 5,2 miljard. Sampoerna is de derde sigarettenfabrikant van Indonesië en maakt voornamelijk kreteks. Indonesië is na de Volksrepubliek China de tweede sigarettenmarkt ter wereld en laat een hoge groei zien. In 2005 verkocht Sampoerna 44,4 miljard sigaretten en realiseerde een omzet van zo'n US$ 1,8 miljard. Het bekendste merk is Dji Sam Soe. 
In 2007 kreeg de voedingsmiddelentak echter een aparte beursnotering onder de naam Kraft Foods en ging als een zelfstandig opererende onderneming voort; ze werd daarmee volledig losgekoppeld van haar oude moederbedrijf, Altria Group. In datzelfde jaar nam Altria Group de sigarenfabrikant John Middleton over.
Per maart 2008 werd Altria uiteindelijk opgesplitst in twee van elkaar onafhankelijke beursgenoteerde bedrijven: Altria Group Inc. en Philip Morris International Inc. en verhuisde het hoofdkantoor naar Richmond (Virginia). De splitsing was vooral geografisch, Altria bleef actief in de Verenigde Staten en Philip Morris International Inc. kreeg alle internationale activiteiten.
In 2009 nam Altria Group Inc. UST Inc. over, een holding die gespecialiseerd is in het produceren en verkopen van snus via U.S. Smokeless Tobacco Company en van wijn via Ste. Michelle Wine Estates.
In december 2018 besloot Altria een minderheidsbelang van 35% te nemen in Juul Labs, een Amerikaanse producent van e-sigaretten. betaalt voor het belang US$ 12,8 miljard. Juul Labs verkoopt elektrische sigaretten in de vorm van een USB-stick. Het bedrijf was zeer succesvol en had een marktaandeel van 71% in de Verenigde Staten. Altria zag haar marktaandeel dalen en had eerder aangegeven te stoppen met de eigen initiatieven op dit vlak en de merken als MarkTen en Green Smoke uit de handel te halen. Rokers stappen meestal eerst over op e-sigaretten alvorens helemaal te stoppen. De koop van het belang in Juul was een grote mislukking, in 2019 en 2020 heeft Altria in totaal US$ 10,8 miljard afgeschreven op zijn investering in het bedrijf.
Korte tijd later besloot het zo'n 146 miljoen aandelen te kopen in Cronos Group Inc., een Canadese producent van cannabis. De koopsom is zo'n US$ 1,8 miljard. In februari 2019 stemden de aandeelhouders ermee in en op 8 maart 2019 was de transactie afgerond. Altria heeft een aandelenbelang van 45% in Cronos.
Eind augustus 2019 maakten Altria en Philip Morris bekend te willen fuseren en daarmee de splitsing van 2008 weer ongedaan te maken. De gesprekken hebben tot niets geleid en in september staakten de twee de onderhandelingen. Vanaf het moment dat de refusie werd aangekondigd, kwamen er problemen met e-sigaretten in het nieuws dat vooral Altria raakte.
Op 1 oktober 2021 verkocht Altria de dochteronderneming International Wine & Spirits, waaronder Ste. Michelle Wine Estates, voor US$ 1,2 miljard aan private equity investeerder Sycamore Partners.

## Rechtszaken
In de Verenigde Staten worden Altria Group Inc. en andere tabaksfabrikanten aangeklaagd wegens misleiding van consumenten over de gevolgen van roken. Per 1 januari 2010 liepen er meer dan 100 rechtszaken tegen de groep.

## Sigarettenmerken

Altria's bekendste sigarettenmerk

De huidige merken van Altria Group zijn:

### Premium
- Marlboro
- Parliament
- Virginia Slims
- Benson & Hedges
- Merit
- Chesterfield

### Discount
- Basic
- L&M
- Philip Morris
- Lark
- Bond Street